# Parafia św. Józefa Oblubieńca Najświętszej Maryi Panny w Trzebuszu
Parafia pw. św. Józefa Oblubieńca Najświętszej Maryi Panny w Trzebuszu – parafia rzymskokatolicka, należąca do dekanatu Trzebiatów, archidiecezji szczecińsko-kamieńskiej, metropolii szczecińsko-kamieńskiej. W parafii posługują księża archidiecezjalni. Według stanu na październik 2018 proboszczem parafii był ks. Ireneusz Guczkowski. 

## Miejsca święte

### Kościół parafialny
Kościół św. Józefa Oblubieńca Najświętszej Maryi Panny w Trzebuszu

### Kościoły filialne i kaplice
- Kościół Niepokalanego Poczęcia Najświętszej Maryi Panny w Bieczynie[1]
- Kościół św. Maksymiliana Marii Kolbego w Gorzysławiu[1]